# یخچال خورشیدی

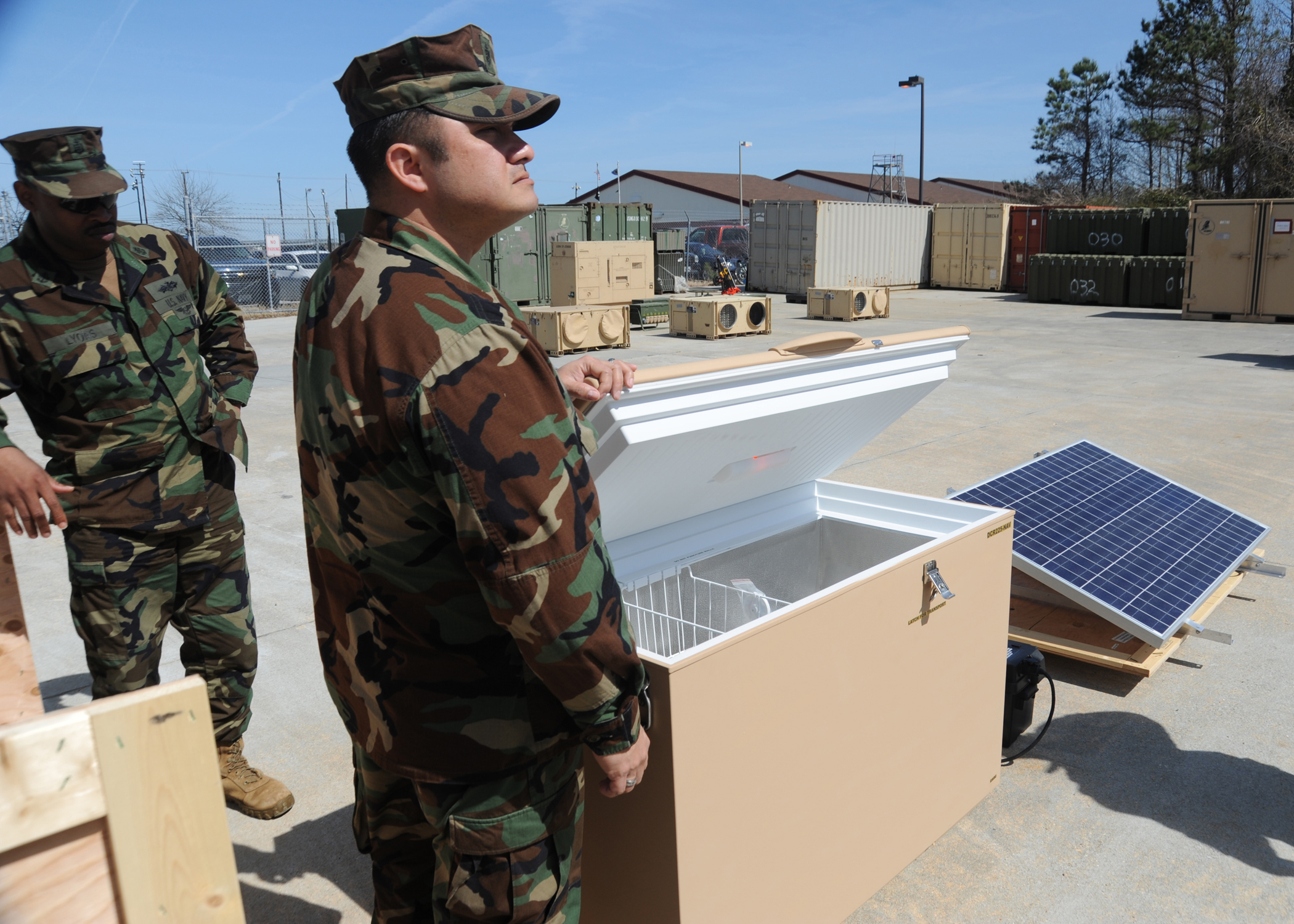
آموزش ویژه در مورد کار با یخچال خورشیدی

یخچال خورشیدی (به انگلیسی: Solar-powered refrigerator)، یخچالی است که با انرژی مستقیمی که توسط خورشید تأمین می‌شود کار می‌کند و ممکن است شامل انرژی حرارتی خورشیدی یا فتوولتاییک باشد.
یخچال‌های خورشیدی قادرند کالاهای فاسدشدنی مانند گوشت و لبنیات را در آب و هوای گرم خنک نگه دارند و برای جلوگیری از فساد در دمای مناسب خود نگهداری کنند. یخچال‌های خورشیدی معمولاً در مکان‌های خارج از شبکه که برق از طریق برق AC در دسترس نیست استفاده می‌شوند.
در سال ۱۸۷۸، در نمایشگاه جهانی پاریس، آگوستین موچوت، موتور موچوت را به نمایش گذاشت و در کلاس ۵۴ برای کارهای خود، که مهمترین آنها تولید یخ با استفاده از گرمای خورشیدی متمرکز شده بود، مدال طلا گرفت.

## فناوری
یخچال‌های خورشیدی با عایق ضخیم و استفاده از کمپرسور DC (نه AC) معرفی می‌شوند. یخچال‌های خورشیدی به‌طور سنتی، ترکیبی از صفحات خورشیدی و باتری‌های اسیدی برای ذخیره انرژی برای روزهای ابری و شب در غیاب نور خورشید استفاده می‌کنند تا محتویات آن‌ها را خنک نگه دارند. این یخچال‌ها گران هستند و به باتری‌های سنگین سرب اسیدی نیاز دارند که مستعد خرابی هستند، به خصوص که در آب و هوای گرم استفاده می‌شوند. علاوه بر این، باتری‌ها به تعمیر و نگهداری نیاز دارند، باید تقریباً هر سه سال تعویض شوند و باید پسماند آن دفع شوند زیرا زباله‌های آن خطرناک که احتمالاً منجر به آلودگی سرب می‌شوند هستند. این مشکلات و هزینه‌های بالاتر ناشی از آن مانعی برای استفاده از یخچال‌های خورشیدی در مناطق در حال توسعه است.
در اواسط دهه ۱۹۹۰، مرکز فضایی جانسون کار بر روی یخچال با انرژی خورشیدی را شروع کرد که از مواد تغییر فاز دهنده (PCMs) به جای باتری برای ذخیره انرژی گرمایی به جای انرژی شیمیایی استفاده می‌کرد. فناوری حاصل از آن تجاری شده و برای نگهداری محصولات غذایی و واکسن‌ها استفاده می‌شود. یخچال‌های خورشیدی مستقیم به باتری احتیاج ندارند، در عوض از انرژی گرمایی برای انرژی خورشیدی استفاده می‌کنند. از این یخچال‌ها به‌طور فزاینده‌ای برای ذخیره واکسن در مناطق دورافتاده استفاده می‌شود.

## کاربرد
یخچال‌های خورشیدی و سایر وسایل خورشیدی معمولاً توسط افرادی که خارج از شبکه برق زندگی می‌کنند کاربرد دارد. آنها ضمن جلوگیری از اتصال به برق تأمین شده، وسیله‌ای برای حفظ و نگهداری مواد غذایی فراهم می‌کنند. از یخچال‌های خورشیدی همچنین در کلبه‌ها و اردوگاه‌ها به عنوان جایگزینی برای یخچال‌های جذبی استفاده می‌شود، زیرا می‌توان با خیال راحت در طول سال از آنها استفاده کرد. موارد دیگر شامل استفاده برای نگهداری لوازم پزشکی در دمای مناسب در مکان‌های دور و استفاده از آنها برای ذخیره موقت شکار در اردوگاه‌های شکار می‌باشد.